# 上青木
上青木（かみあおき）は、埼玉県川口市の町名。現行行政地名は上青木一丁目から六丁目。住居表示未実施部分は上青木町（かみあおきちょう）四丁目として残る。郵便番号は333-0844。

## 地理
川口市東部に位置する。住居表示実施の際、上根橋周辺の芝川河川敷以外は上青木一丁目〜六丁目となったが、未実施のまま現在まで上青木町四丁目が残っており、人口は0人（2015年1月1日現在）。

## 歴史
もとは江戸期より存在した足立郡戸田領に属した上青木村で、古くは鎌倉期より見出せる上青木であった。
- 1889年（明治22年）4月1日 - 町村制施行に伴い、上青木村・下青木村・前川村が合併し、青木村が成立する。上青木村は青木村の大字上青木となる。

- 1933年（昭和8年）4月1日 - 川口町、青木村、横曽根村、南平柳村を合併し、川口市が発足、川口市の大字となる。
- 1936年（昭和11年）5月1日 - 大字上青木より上青木町一丁目〜六丁目[注釈 1]が成立する[5][6]。大字上青木は消滅。
- 1976年（昭和51年）1月12日 - 住居表示の実施により、上青木町一丁目・五丁目の各一部より上青木一丁目、上青木町二丁目・三丁目の各一部より上青木二丁目・三丁目、上青木町三丁目より上青木四丁目・五丁目が成立する。また、住居表示の実施により上青木町一丁目の一部が青木五丁目[7]、上青木町一丁目の一部が中青木五丁目および西青木五丁目、上青木町一丁目・五丁目の各一部が上青木西一丁目〜五丁目となる[5]。上青木町一丁目〜三丁目は消滅。
- 1977年（昭和52年）9月1日 - 住居表示の実施により、上青木町四丁目、前川町二丁目、大字安行領根岸の各一部より上青木六丁目が成立する[6]。また、住居表示の実施により、上青木町五丁目の一部が前上町、前川一丁目となる。芝川河川敷の上青木町四丁目は残部として残り、上青木町五丁目は消滅[注釈 1]。

## 世帯数と人口
2025年（令和7年）4月1日現在の世帯数と人口は以下の通りである。
| 丁目         | 世帯数    | 人口     |
| ------------ | --------- | -------- |
| 上青木一丁目 | 1,927世帯 | 3,673人  |
| 上青木二丁目 | 1,402世帯 | 2,759人  |
| 上青木三丁目 | 834世帯   | 1,622人  |
| 上青木四丁目 | 795世帯   | 1,544人  |
| 上青木五丁目 | 571世帯   | 1,104人  |
| 上青木六丁目 | 895世帯   | 1,716人  |
| 計           | 6,424世帯 | 12,418人 |

## 小・中学校の学区
市立小・中学校に通う場合、学区（校区）は以下の通りとなる。
| 丁目         | 番地                                                                                                   | 小学校                 | 中学校               |
| ------------ | --- | ---------------------- | -------------------- |
| 上青木一丁目 | 全域                                                                                                   | 川口市立上青木南小学校 | 川口市立上青木中学校 |
| 上青木二丁目 | 10番1号 - 35番99号 36番5 - 25号 37番1 - 8号 37番26号                                                   | 川口市立上青木小学校   | 川口市立上青木中学校 |
| 上青木二丁目 | その他                                                                                                 | 川口市立上青木南小学校 | 川口市立上青木中学校 |
| 上青木三丁目 | 13番1号 - 15番99号 17番1 - 4号 17番20 - 31号 18番1号 - 21番99号                                        | 川口市立上青木南小学校 | 川口市立上青木中学校 |
| 上青木三丁目 | その他                                                                                                 | 川口市立上青木小学校   | 川口市立上青木中学校 |
| 上青木四丁目 | 全域                                                                                                   | 川口市立上青木小学校   | 川口市立上青木中学校 |
| 上青木五丁目 | 全域                                                                                                   | 川口市立上青木小学校   | 川口市立上青木中学校 |
| 上青木六丁目 | 1番1号 - 5番99号 6番1 - 4号 6番17 - 26号 9番1 - 3号 9番15 - 23号 10番1号 - 16番99号 20番1号 - 39番99号 | 川口市立前川東小学校   | 川口市立上青木中学校 |
| 上青木六丁目 | その他                                                                                                 | 川口市立前川東小学校   | 川口市立岸川中学校   |

## 交通

### 鉄道
地区内に鉄道は敷設されていない。最寄り駅は埼玉高速鉄道鳩ヶ谷駅。

### 道路
- 埼玉県道332号根岸本町線

## 施設
- SKIPシティ
  - NHKアーカイブス
  - 川口市立科学館
- 川口市立高等学校・附属中学校第1校地
- 上青木氷川神社
- 日蓮宗 宗信寺
- 浄土宗 専称寺
- 上青木氷川公園